# Dolichoderus superaculus
Dolichoderus superaculus é uma espécie de formiga do gênero Dolichoderus.